# تجمع خمري (المهرة)

تعديل مصدري - تعديل

تجمع خمري هو "تجمع بدوي" في  مديرية المسيلة التابعة لمحافظة المهرة، بلغ تعداد سكانها 14 نسمة حسب تعداد اليمن لعام 2004.